# Бентон (Тенеси)
Бентон (енгл. Benton) град је у америчкој савезној држави Тенеси.

## Демографија
По попису из 2010. године број становника је 1.385, што је 247 (21,7%) становника више него 2000. године.
| Група             | 2000.         | 2010.         |
| Белци             | 1.120 (98,4%) | 1.344 (97,0%) |
| Афроамериканци    | 1 (0,1%)      | 10 (0,7%)     |
| Азијати           | 0 (0,0%)      | 0 (0,0%)      |
| Хиспаноамериканци | 6 (0,5%)      | 15 (1,1%)     |
| Укупно            | 1.138         | 1.385         |